# Agrocybe aegerita
Agrocybe aegerita, conocida como seta de chopo, es una especie de hongo del orden Agaricales. Su esporocarpo es comestible y se cree que ya se cultivaban por los romanos. Crecen formando grupos en troncos de chopos, álamos, olmos, sauces, castaños falsos, higueras y plátanos. Es una seta bastante urbana.

## Galería

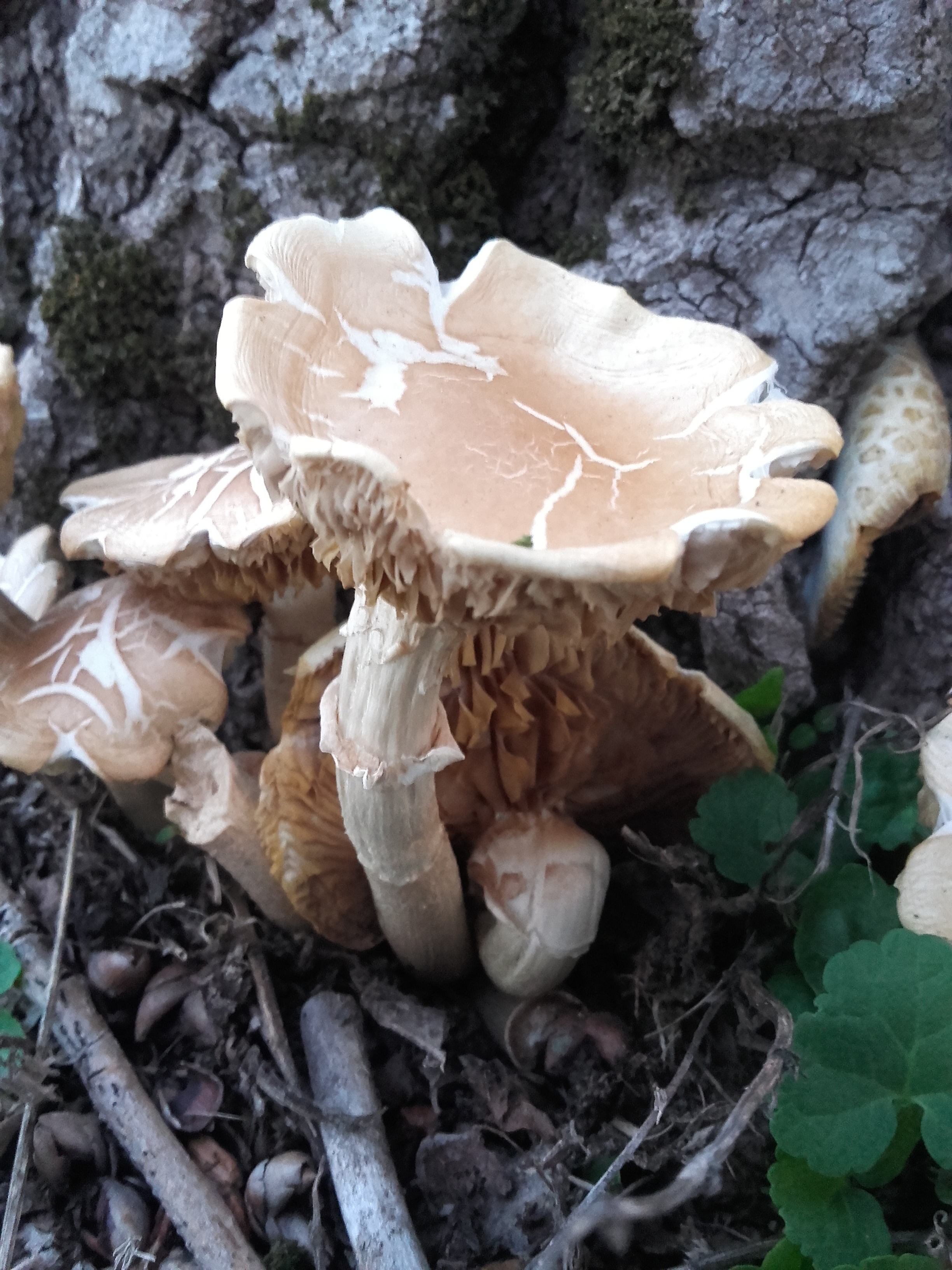
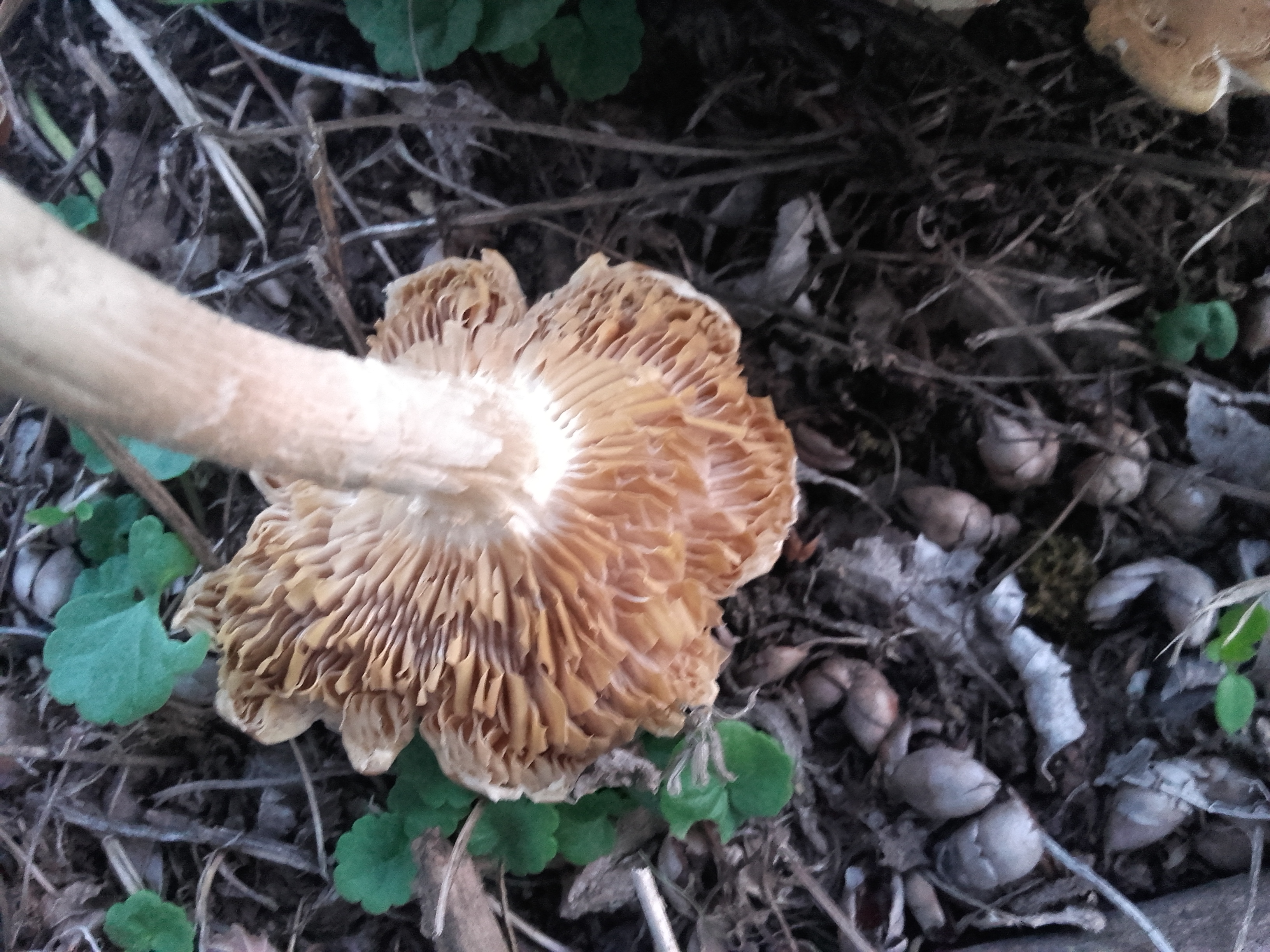
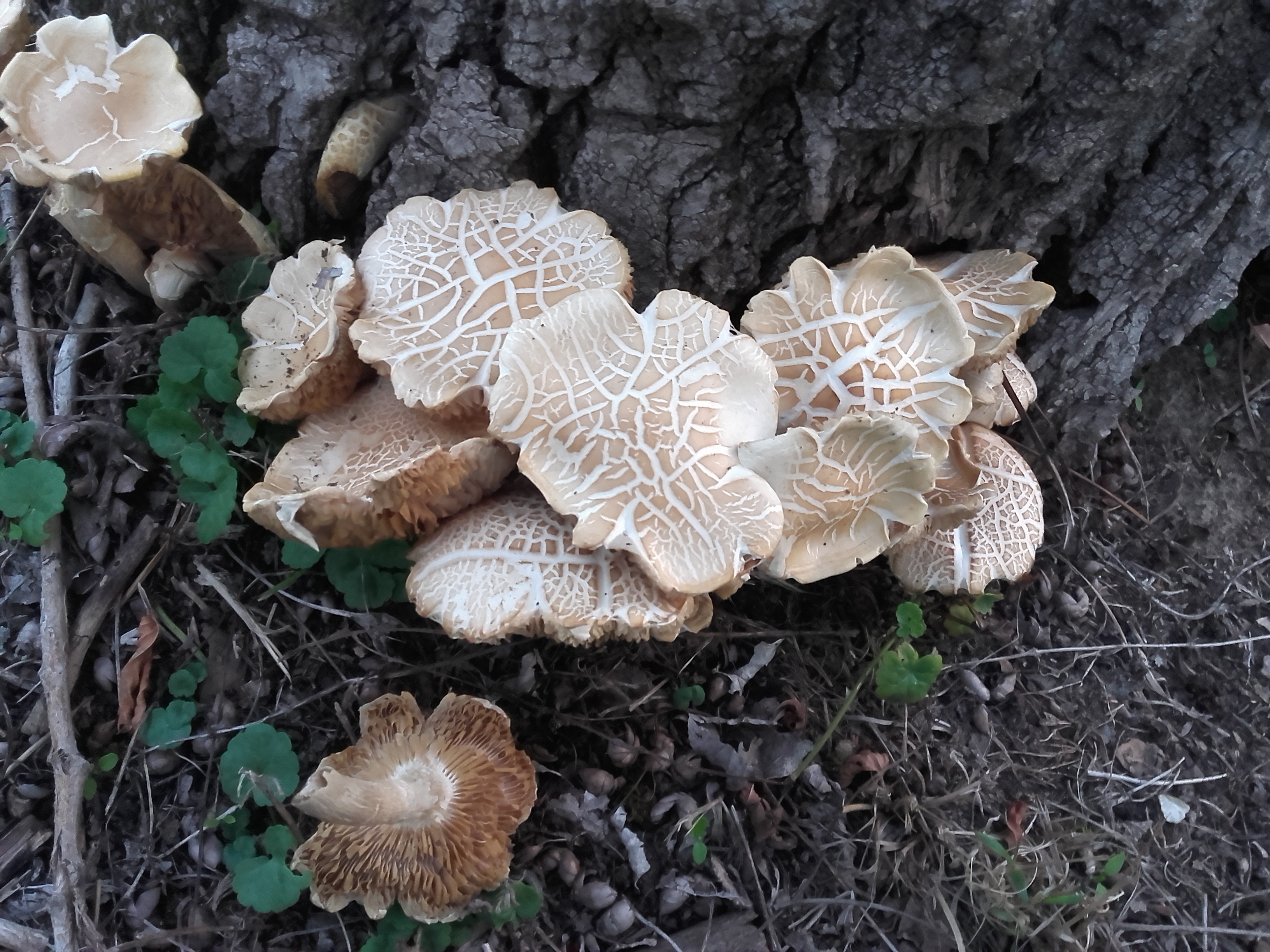
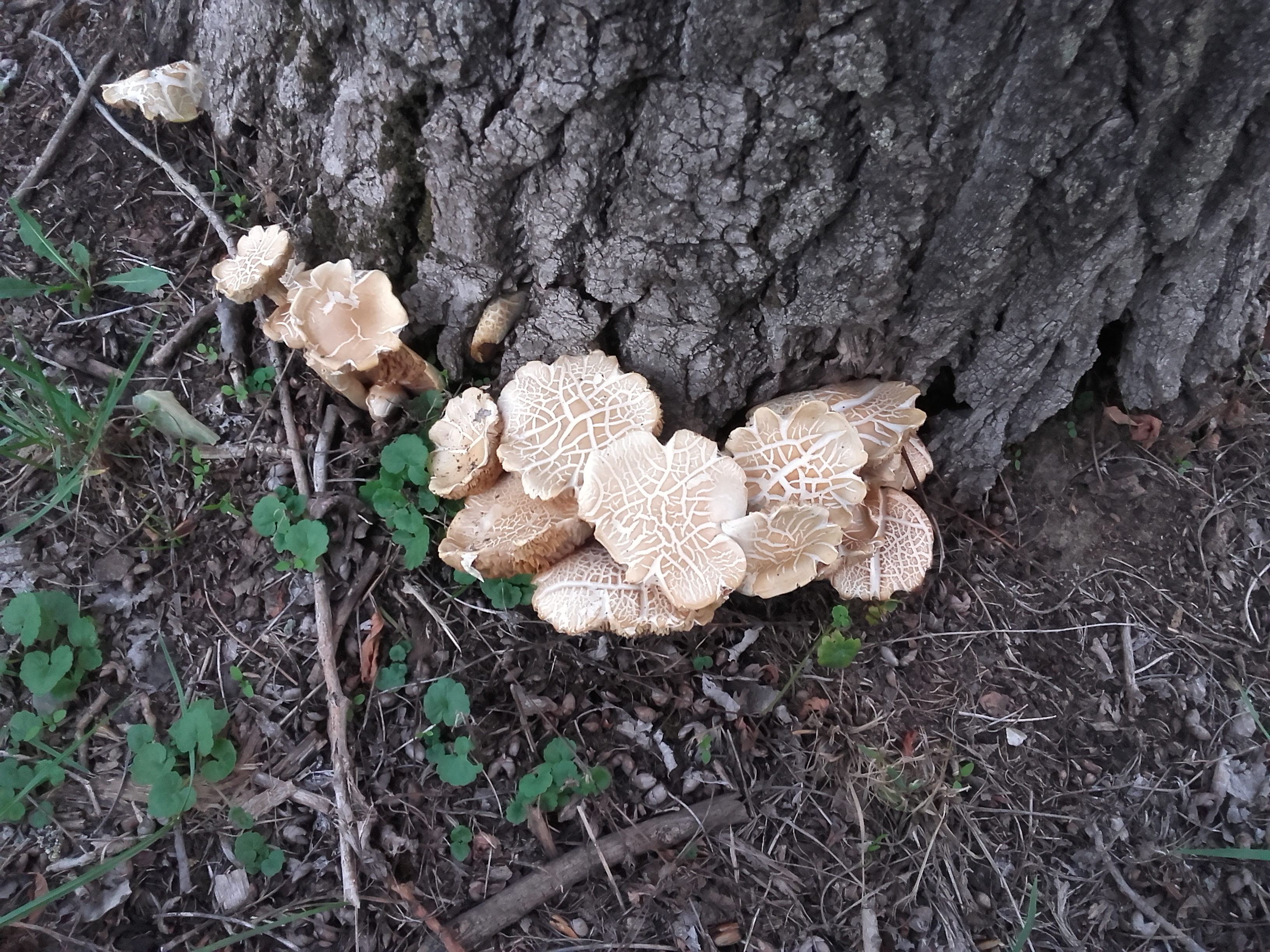

## Descripción
Estípite cilíndrico de 10 a 12 centímetros, píleo convexo de 8 a 10 centímetros, color crema pálido. Láminas adnatas, de pálidas a ocres. Presenta anillo. No presenta volva. Esporada marrón. Olor fúngico característico. Seta parásita.